# 수완나품 공항연결선
수완나품 공항연결선(태국어: รถไฟฟ้าเชื่อมท่าอากาศยานสุวรรณภูมิ 롯파이파츠암 타아깟사얀수완나품[*], Suvarnabhumi Airport Rail Link, SARL)은 수완나품 공항과 방콕 시내를 연결하는 전철 노선이다. 이 노선이 개통되기 이전까지 수완나품 국제공항에서 시내로 나가기 위해서는 택시 등 별도의 수단을 이용해야 했으나, 이제 이 노선을 이용하면 저가로 편리한 이동이 가능하게 되었다.
시작 역은 수완나품 국제공항에서 출발하며, 끝 역인 파야타이 역은 타이 시내의 파야타이 로에서 끝난다. 여기서 BTS 스카이트레인으로 환승할 수 있다. 중간의 마까산 역에서는 방콕 지하철과의 환승도 가능하다.
2010년 8월 23일부터 정상 운행에 들어갔으며, 2010년 말까지 개장을 기념해 특별 할인요금을 제공한다. 익스프레스 서비스(Express Service)와 시티 라인(City Line)으로 나뉘어 제공되며 두 라인 모두 최대 160km의 속도를 낼 수 있도록 돼 있다. 익스프레스 서비스는 도시공항 터미널이 있는 마까산 역에서 공항까지 정차하는 역 없이 바로 연결되며 총 소요시간은 15분 내외다. 정규 요금은 150바트이지만 오픈 이벤트 기간 동안은 특별요금 100바트가 적용된다. 도시공항 터미널에서 짐 체크인 서비스가 제공될 예정이며 2010년 말까지 시스템을 완전히 구축할 계획이다. 시티라인 통근 서비스는 총 8 정거장에서 정차하며 30분이 소요된다. 요금은 구간에 따라 15~45바트이며 15바트에 승차 가능하다.

## 같이 보기
- 세계 각국의 도시 철도
- BTS 스카이 트레인
- 방콕 지하철